# 사비나 알틴베코바
사비나 아바예브나 알틴베코바(카자흐어: Сабина Абайқызы Алтынбекова 사비나 아바이크즈 알튼베코바, 러시아어: Саби́на Аба́евна Алтынбе́кова, 1996년 11월 5일 ~ )는 카자흐스탄의 여자 배구 선수로 카자흐족이다. 영어가 특기이며 통역 없이 영어로 대답할 수 있다고 한다.

## 경력
아버지는 스키 선수이며 어머니는 육상(달리기) 선수이다. 키가 182cm, 다리 길이가 120cm에 달하며 빛나는 큰 눈동자와 하얀 피부 때문에 "10등신 미소녀" 또는 "12등신 미소녀"라고 불리기도 한다. 고등학교에 입학한 뒤부터 배구를 시작했다.
2014년 7월 16일부터 7월 24일까지 타이완 타이베이시에서 아시아 배구 연맹 주관으로 열린 아시아 주니어 여자 배구 선수권 대회에서 카자흐스탄 여자 배구 대표팀의 예비 명단에 포함되어 국제 대회에 처음으로 출전했다. 출전 이후에 몇몇 미디어에서 그의 이름이 거론되었는데 사비나의 인스타그램 팔로워 수는 대회 이전인 300명에서 불과 10일 만에 20만명 이상으로 늘어났다고 한다. 특히 타이완의 주요 언론들이 그를 집중 보도하면서 외국의 타블로이드 신문에도 널리 알려졌다. 사비나의 팬들은 이 대회의 개최국이었던 타이완 뿐 아니라 일본과 대한민국, 중국, 동남아시아에 퍼졌다고 한다.
사비나는 예비 명단에 포함된 선수였기 때문에 출전 시간은 그렇게 긴 편은 아니었지만 대회에서 한번에 주목을 받게 된다. 카자흐스탄은 이 대회에서 7위를 기록했다. 한편 카자흐스탄 여자 배구 대표팀 코치는 "이런 상황에서는 경기가 안 된다. 관객은 마치 선수가 한 명밖에 없게 행동하고 있다."는 쓴소리를 내기도 했다. 이러한 행동에 대해 사비나 본인은 자신이 주목받는 것은 영광이지만 배구에 전념하고 싶으며 그 방면에서 주목받고 싶다고 말했다.